# Thalassoalaimus tenuis
Thalassoalaimus tenuis är en rundmaskart som beskrevs av Allgen 1935. Thalassoalaimus tenuis ingår i släktet Thalassoalaimus och familjen Oxystominidae. Arten är reproducerande i Sverige. Inga underarter finns listade i Catalogue of Life.